# No 19 (parfum)
 (mai 2016).
Si vous disposez d'ouvrages ou d'articles de référence ou si vous connaissez des sites web de qualité traitant du thème abordé ici, merci de compléter l'article en donnant les références utiles à sa vérifiabilité et en les liant à la section « Notes et références ».
No 19 est un parfum féminin commercialisé par les Parfums Chanel.

## Présentation
No 19 a été dévoilé au public le 19 août 1970. Le numéro 19 a été choisi pour rendre hommage à la date de naissance de Coco Chanel, le 19 août 1883. Il a été créé par Henri Robert. L'idée initiale était de renouveler la clientèle avec un parfum évoquant la jeunesse et la nature.
Le No 19 est un parfum au sillage floral vert, très différent des notes aldéhydées du No 5 et du No 22. 
L'extrait et l'eau de parfum ont une teinte verte franche, et l'eau de toilette est vert pâle.

## Composition
No 19 présente des notes de galbanum, néroli, bergamote, jasmin, rose, muguet, iris, vétiver, bois de santal, cuir et musc. Le galbanum et le cuir sur une base musquée rendent la senteur difficile à classifier. Certains la décrivent comme florale et verte, d'autres comme chyprée. 
L'actuelle eau de parfum a un caractère floral tandis que le parfum classique et son extrait ont une teneur plus profonde, plus boisée. 
La Maison Chanel décrit No 19 comme un parfum "Audacieux et affirmé. Jamais conventionnel". 
L'Eau de Parfum No 19 est une fragrance florale, verte et boisée.